# 이채연 (가수)
이채연(2000년 1월 11일 ~ )은 대한민국의 가수로 걸 그룹 아이즈원의 전 멤버였다. 또한 《스트릿 우먼 파이터》에서 원트의 멤버로 활동했다.

## 생애
충청남도 논산시에서 출생하였다. 그녀는 2013년 SBS 서바이벌 오디션 프로그램인 K팝스타 시즌3에 동생 채령과 함께 '완전채'라는 팀으로 참가하여 TOP 18에 진출하였다. 2015년에는 엠넷과 JYP 엔터테인먼트가 공동 기획한 신인 연습생 발굴 프로그램 SIXTEEN에 참가하였으나 예선 후보에 올랐음에도 불구하고 최종 탈락하였다. 2017년에는 WM 엔터테인먼트로 소속사를 옮겼고, 2018년 엠넷에서 주관한 서바이벌 프로그램 PRODUCE 48에 출연하여 최종 순위 12위로 걸그룹 아이즈원의 멤버로 발탁되었다.

## 학력
- 서천초등학교 (졸업)
- 서천중학교 (졸업)
- 서천고등학교 (졸업)

## 음반

### EP
- 2022년 10월 12일 《HUSH RUSH》
- 2023년 4월 12일 《Over The Moon》
- 2024년 7월 3일 《SHOWDOWN》

### 싱글
- 2023년 9월 6일  《The Move : Street》

## 출연작

### 예능
| 연도 | 방송사       | 제목                               | 역할                      |
| ---- | ------------ | ---------------------------------- | ------------------------- |
| 2013 | SBS          | 《K팝스타 3》                      | 참가자                    |
| 2015 | Mnet         | 《SIXTEEN》                        | 참가자                    |
| 2018 | Mnet         | 《프로듀스 48》                    | 참가자                    |
| 2019 | SBS          | 《마이 리틀 텔레비전》V2           | 게스트                    |
| 2019 | JTBC         | 《취향존중 리얼라이프-취존생활》   | 게스트                    |
| 2019 | Mnet         | 《니가 알던 내가 아냐 V2》         | 패널                      |
| 2021 | Mnet         | 《TMI NEWS》                       | 게스트                    |
| 2021 | MBC 에브리원 | 《떡볶이집 그-오빠》               | 게스트                    |
| 2021 | Mnet         | 《스트릿 우먼 파이터》             | 참가자                    |
| 2022 | SBS F!L      | 《더 트래블로그》                  | 출연                      |
| 2022 | Mnet         | 《너의목소리가보여》               | 게스트                    |
| 2022 | JTBC         | 히든싱어7                          | 게스트                    |
| 2022 | MBC          | 《미스터리 음악쇼 복면가왕》       | 출연                      |
| 2022 | JTBC         | 톡파원 25시                        | 게스트                    |
| 2023 | Mnet         | 《퀸덤 퍼즐》                      | 1회 ~ 2회까지 출연 (하차) |
| 2023 | SBS          | 《꼬리에 꼬리를 무는 그날 이야기》 | 게스트                    |
| 2023 | KBS조이      | 뷰티 유레카                        | 고정 출연                 |
| 2024 | ENA          | 《찐팬구역》                       | 게스트                    |

### 웹예능
| 연도 | 방송사 | 제목              | 역할   |
| ---- | ------ | ----------------- | ------ |
| 2023 | 유튜브 | 《노빠꾸 탁재훈》 | 게스트 |

### 드라마
| 연도 | 방송사 | 제목              | 역할   | 비고     |
| ---- | ------ | ----------------- | ------ | -------- |
| 2025 | KBS1   | 《렛츠댄스》      | 청아   | 단막극   |
| 2025 | WAVVE  | 《풋풋한 로맨스》 | 유채린 | 웹드라마 |

## 수상 목록
- 2024년 2024 K월드 드림 어워즈 K월드 드림 베스트 올라운드 뮤지션상